# Vezzi Portio
Vezzi Portio (im Ligurischen: Véssi) ist eine italienische Gemeinde mit 788 Einwohnern (Stand 31. Dezember 2023) in der Region Ligurien. Politisch gehört sie zu der Provinz Savona.

## Geographie
Vezzi Portio liegt im Hinterland zwischen Spotorno und Finale Ligure. Die Gemeinde gehört zu der Comunità Montana Pollupice und ist circa 18 Kilometer von der Provinzhauptstadt Savona entfernt.
Nach der italienischen Klassifizierung bezüglich seismischer Aktivität wurde die Gemeinde der Zone 4 zugeordnet. Das bedeutet, dass sich Vezzi Portio in einer seismisch inerten Zone befindet.

## Klima
Die Gemeinde wird unter Klimakategorie D klassifiziert, da die Gradtagzahl einen Wert von 2009 besitzt. Das heißt, die in Italien gesetzlich geregelte Heizperiode liegt zwischen dem 1. November und dem 15. April für jeweils zwölf Stunden pro Tag.